# Morgane Ribout
Morgane Ribout (ur. 11 stycznia 1988 w Lille) – francuska judoczka, brązowa medalistka olimpijska, mistrzyni świata, brązowa medalistka mistrzostw Europy.
Największym sukcesem zawodniczki jest złoty medal mistrzostw świata w Rotterdamie w kategorii do 57 kg.